# Wyższe sfery
Wyższe sfery – amerykański musical z 1956 roku nakręcony w technice VistaVision. Muzykę i słowa napisał Cole Porter. Film powstał na podstawie sztuki Filadelfijska opowieść autorstwa Philipa Barry'ego.

## Opis fabuły
C.K. Dexter-Haven próbuje pokrzyżować plany Tracy Lord, swojej byłej żony. W całą sprawę zamieszana jest również dwójka wścibskich reporterów. "Wyższe sfery" są musicalową wersją komedii George'a Cukora pt. "Filadelfijska historia" z doborową obsadą gwiazd muzyki i filmu.

## Obsada
- Bing Crosby jako C.K. Dexter-Haven
- Grace Kelly jako Tracy Samantha Lord
- Frank Sinatra jako Mike Connor
- Celeste Holm jako Liz Imbrie
- John Lund jako George Kittredge
- Louis Calhern jako Wujek Willie
- Sidney Blackmer jako Seth Lord
- Louis Armstrong jako On Sam
- Margalo Gillmore jako Żona Setha Lorda
- Lydia Reed jako Caroline Lord
- Gordon Richards jako kamerdyner Dextera-Havena
- Richard Garrick jako kamerdyner Lord